# Gerhard Remus
Gerhard Remus (auch Gerd Remus; * 12. Juni 1927 in Bochum; † 29. Januar 2023) war ein deutscher Schauspieler bei Bühne, Fernsehen und Hörfunk.

## Leben und Wirken
Gerhard Remus erhielt seine künstlerische Ausbildung in seiner Heimatstadt Bochum und übernahm ab Ende der 1940er Jahre Engagements, die ihn unter anderem nach Herford, Essen, Recklinghausen, Düsseldorf, Krefeld, Gelsenkirchen, Baden-Baden und schließlich ab 1972 nach Kassel führten.
In Baden-Baden wirkte er in zahlreichen Hörspielen mit. In Kassel gehört er viele Jahre lang dem Ensemble des Staatstheaters an. Er arbeitete auch für den Hörfunk, synchronisierte zahlreiche Filme und gastierte jahrelang bei den Bad Hersfelder Festspielen.

## Filmografie
Seine Fernsehkarriere, die ihm innerhalb weniger Jahre eine Reihe Nebenrollen bescherte, begann 1965.
- 1965: Ankunft bei Nacht
- 1966: Der Forellenhof (TV-Serie, eine Folge)
- 1968: Anna Böckler
- 1969: Das Rätsel von Piskov
- 1969: Stewardessen (TV-Serie, eine Folge)
- 1970: Die lieben Freunde
- 1970: Sessel zwischen den Stühlen
- 1970: Der Minister und die Ente
- 1971: Dreht Euch nicht um, der Golem geht rum
- 1972: Herr Soldan hat keine Vergangenheit
- 1972: Ein Toter stoppt den 8 Uhr 10
- 1973: Tatort: Cherchez la femme oder Die Geister vom Mummelsee
- 1973: Der Teufelsschüler
- 1973: Frühbesprechung (TV-Serie, zwei Folgen)

## Hörspiele (Auswahl)
Gerhard Remus wirkte zwischen 1950 und 1980 in über einhundert Hörspielen mit.
- 1953 (SWF): Der schwarze Mann (Kinderhörspiel von Ursula Horwitz), Regie: Benno Schurr
- 1965 (SWF): Das Geheimnis des Schachturms (Kinderhörspiel nach Keith Robertson), Regie: Lothar Schluck
- 1965 (SDR): Der blaurote Methusalem (nach Karl May, bearbeitet von Kurt Vethake), Regie: Lothar Schluck
- 1966 (Philips): Die Geschichte vom tönenden Bleistift (Musikhörspiel von Kurt Vethake; Musik: Max Roth) Regie: Benno Schurr
- 1966 (DW): Das Fräulein von Scuderi (nach E. T. A. Hoffmann), Regie: Tibor von Peterdy
- 1969 (SWF): Die Prinzessin und der Schweinehirt (Märchenhörspiel nach Hans Christian Andersen), Regie: Lothar Schluck
- 1970 (SWF): Autokardiogramm, Regie: Walter Adler
- 1970 (SWF): Die Geisterstunde (Kinderhörspiel nach Wolfgang Ecke), Regie: Heiner Schmidt
- 1972 (SWF): Kyborg VD 1708 (SF-Radio-Comic nach Karl Hoche), Regie: Heinz Nesselrath
- 1973 (Ariola): Perry Clifton und der Silberne Buddha (von Wolfgang Ecke), Regie: Benno Schurr